# 唐山市第一中学

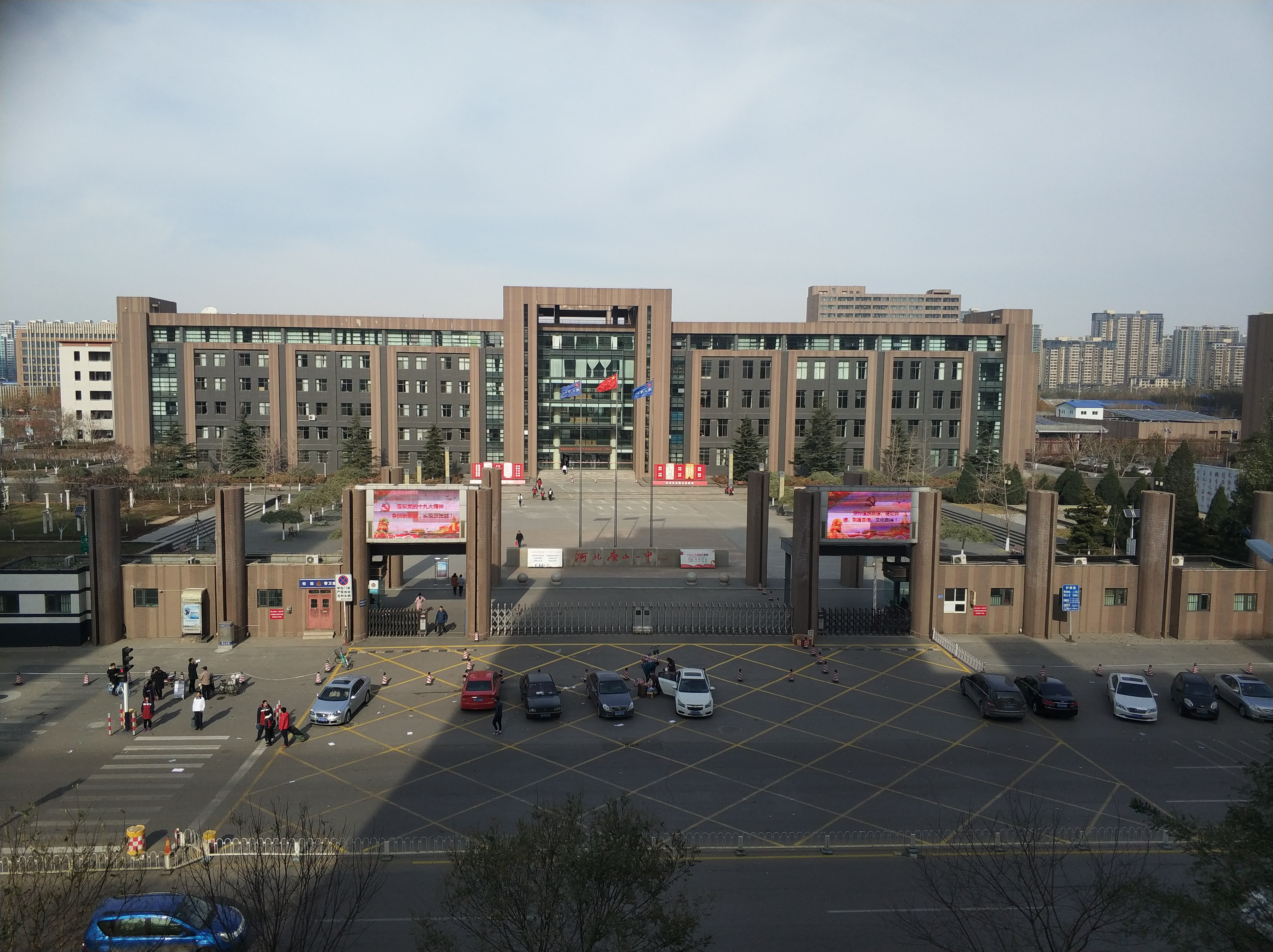
唐山一中的校门

河北省唐山市第一中学，简称唐山一中或唐一（唐山地区亦简称为“一中”或“市一中”），位于中国河北省唐山市路北区，为一所高级中学，是河北省第一批重点中学之一。

## 学校历史

### 清朝时期
唐山一中的历史可以追溯至清乾隆十二年（1747年）。1744年，时任永平府知府的卢见曾向直隶总督那苏图请求在本府兴办书院，得到批准，于三年后建成，以《大戴礼·武王践祚》中“敬胜怠者吉”之意，起名为敬胜书院。第二次鸦片战争期间，敬胜书院衰败，后于1872年由永平府知府游智开重建，位于永平府卢龙县（今属秦皇岛市）。
清光绪二十八年（1902年），直隶总督兼北洋大臣袁世凯上奏请求颁发《直隶中学堂暂行章程》，通令各府书院改为学堂。1902年10月，永平府知府管廷献奉命将敬胜书院改为永平府立中学堂，府学教官范文号任首任监督（校长），学制两年。1905年，永平府中学堂开始招收第二届学生，李大钊、蒋卫平于当年入学。

### 中华民国时期
中华民国成立以后，改学堂为学校，改监督为校长。校名改为永平府立中学校。1928年直隶改为河北，学校更名为河北省立第四中学校，校址迁至唐山镇马家屯。1933年，学校更名为河北省立唐山中学校，简称省中。1938年唐山镇改为唐山市，1942年，学校迁至唐山市吉祥路，改为河北省立唐山第一中学。
1949年5月11日，丰滦中学并入省中，仍称河北省立唐山第一中学。

### 中华人民共和国时期
1956年，学校更名为河北省立唐山第一高级中学，1969年更名为河北唐山市第一中学，即现名。
1976年唐山大地震，吉祥路校区被毁，1982年，唐山一中迁至路南区友谊路2号。
2010年9月，唐山一中搬迁至路北区翔云道369号新校区，原友谊路校区交付与唐山二中使用。

## 校园文化

### 校名
唐山一中校名由费孝通题写。

### 校徽
唐山一中校徽于2002年百年校庆之际设计。

### 校训
唐山一中的校训是“严、爱、勤、朴”。
严：严肃谨慎。
爱：友挚仁厚。
勤：谨勉恳克。
朴：朴实优秀。

## 校园

### 吉祥路旧校园
吉祥路旧校园于1942年至1982年间使用，长达40年。原校址在大地震中遭到破坏，故于1982年进行搬迁。

### 友谊路旧校园

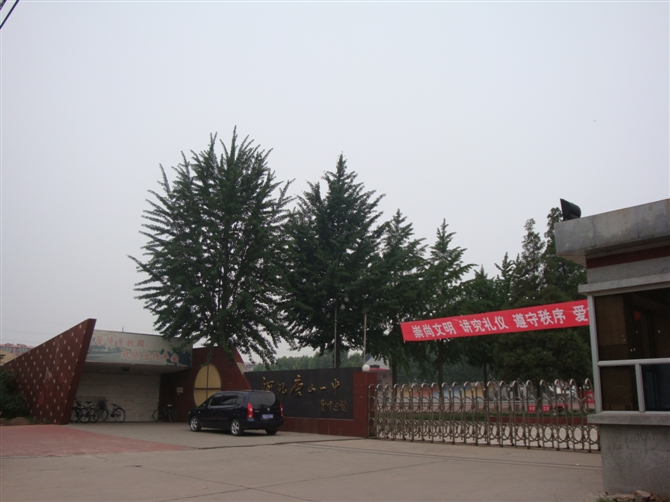
唐山一中驻友谊路校园时期的校门

友谊路旧校园位于唐山市路南区友谊路2号，友谊路西侧，介于南新道和国防道之间，东与唐山十三中、二十六中相邻。校园内树立有校友李大钊像，由钱伟长题词的两栋教学楼、科学馆、学生活动中心、礼堂、宿舍楼等建筑。
该校园现已移交给唐山二中使用。

### 现翔云道校园

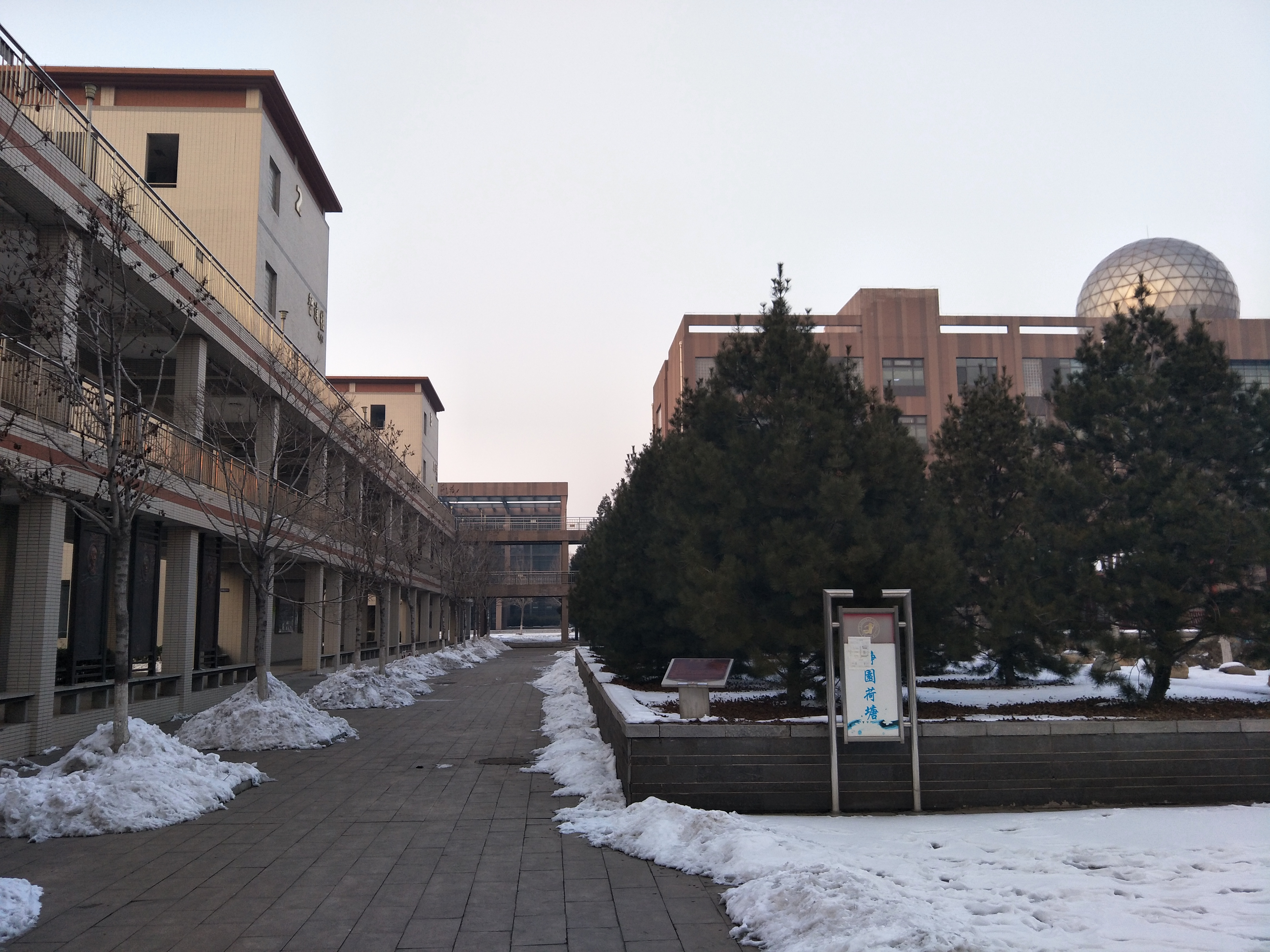
640*480px

2010年8月，唐山一中搬迁至路北区翔云道新校区。

## 荣誉
河北省曾在唐山一中和石家庄市第二中学开设“河北省理科实验班”，培养学科奥林匹克竞赛人才。
1993年，唐山一中学生获国际生物奥林匹克竞赛银牌，为河北省首枚国际奥林匹克竞赛奖牌。
2004年，唐山一中学生获国际信息学奥林匹克竞赛金牌，为河北省首枚国际奥林匹克竞赛金牌。
2007年，唐山一中学生再次获得国际信息学奥林匹克竞赛金牌。

## 机构
唐山一中设有教务处、年级部、办公室、德育处、科研处、招生办、国际部、总务处、信息处、竞赛部、保卫科、餐饮中心和其实际操控的翔云中学。学校建有中国共产党党委、中国共产主义青年团团委、工会。
中国民主同盟在唐山一中设有支部。

## 著名校友
- 李大钊，中国共产主义运动先驱、中国共产党创始人
- 蒋卫平，中国北方著名民主志士，1910年被俄军杀害
- 郭友三，唐山五四运动群众领袖
- 王林，中顾委委员，原陕西省委书记
- 范维澄，中国工程院院士，原中国科技大学副校长
- 李书田，原北洋大学、唐山北方交通大学校长
- 杨志行，原南开中学校长
- 王鉴三，中国人民解放军开国少将，原广州军区炮兵副司令员
- 秦兴汉，原中国人民解放军军事博物馆馆长
- 张晓剑，中国人民解放军少将，原北京军区副参谋长
- 李耀先，原中国女排教练
- 杨士法，原中华全国总工会书记处书记，原吉林省副省长
- 王子玉，原河北省委副书记
- 李瑛，诗人
- 鬲融，现任杜克大学助理教授，曾斩获斯隆奖，获第16届国际信息学奥赛金牌，2004年获保送清华大学，就读于堪称天才集中营的“清华姚班”。在清华大学就读期间，获得清华大学特等奖学金。